# Джонс (округ, Миссисипи)
Округ Джонс (англ. Jones County) — округ штата Миссисипи, США. Население округа на 2000 год составляло 64 958 человек. В округе 2 административных центра — города Лорел и Эллисвилл.

## История
Округ Джонс основан в 1826 году.

## География
Округ занимает площадь 1797,5 км2.

## Демография
Согласно переписи населения 2000 года, в округе Джонс проживало 64 958 человек (данные Бюро переписи населения США). Плотность населения составляла 36,1 человек на квадратный километр.